# Mihail Çakir
Pour les articles homonymes, voir Çakır.
Mihail Çakir (en gagaouze ; Михаил Чаки́р en russe et Mihai Ceachir en roumain - dans les trois cas lire « Tchakir »), né le 9 mai 1861 à Ceadîr-Lunga (gouvernement de Bessarabie, Empire russe), et mort le 8 septembre 1938 à Chișinău (Județ de Lăpușna, royaume de Roumanie), était un archiprêtre orthodoxe, un linguiste, un enseignant et un poète gagaouze, qui a, le premier, publié des ouvrages en langue gagaouze dans l'ancien Empire russe.

## Biographie

### Enfance et éducation
Mihail Çakir est né dans le village de Ceadîr-Lunga en Bessarabie (qui était alors province russe), dans une famille gagaouze. Son père est un diacre orthodoxe, et c'est donc tout naturellement qu'il part étudier au séminaire de Chișinău. Il en ressort diplômé et commence à enseigner dans un séminaire pour hommes. Après trois années d'enseignement, il est élu doyen de l'établissement.

### Traducteur et philologue
En 1896, il fait une demande au Ministère de l'éducation de l'Empire russe pour pouvoir imprimer des livres en langue roumaine, ce qui lui fut accordé à condition d'y faire apparaître le texte en langue russe parallèlement.
À partir de 1901, Mihail Çakir commence à publier plusieurs livres sur la grammaire du roumain, ainsi que des ouvrages pour apprendre la langue russe et sa grammaire. Ses écrits pour aider les Moldaves à apprendre le russe ont été réédités trois fois en quatorze ans. En 1904, Mihail Çakir a cette fois demandé au Synode de l’Église orthodoxe russe, l'imprimatur pour publier de la littérature religieuse en langue gagaouze. C'est ainsi que trois années plus tard, il publie des passages de l'Ancien Testament, et également l'Évangile de Saint Mathieu en gagaouze. C'est notamment grâce à cela, qu'à son époque, il fut surnommé « le Gutemberg gagaouze » par ses compatriotes, et qu'aujourd'hui on dit du Gagaouze que c'est la « langue de Çakir » comme on dit de l'anglais que c'est la « langue de Shakespeare ».

### Période Roumaine
Pendant la révolution russe, la Bessarabie devient la République démocratique moldave qui, pour échapper à la soviétisation, s'unit au royaume de Roumanie. Mihail Çakir initie donc la transition de l'alphabet cyrillique (voir dans le tableau l'alphabet de Çarik de 1909) à l'alphabet latin (qui aboutira en 1932).
| Alphabet de Moşkov (1895) | Alphabet de Çakir (1909) | Alphabet de Çakir (1932) | Alphabet de 1957 1re variante | Alphabet de 1957 2e variante | Alphabet contemporain |
| ------------------------- | ------------------------ | ------------------------ | ----------------------------- | ---------------------------- | --------------------- |
| Аа, Āā                    | Аа                       | Aa                       | Аа                            | Аа                           | Aa                    |
| Ӓӓ, Ǟǟ                    | Яя                       | Ia ia                    | Аь аь                         | Ӓӓ                           | Ää                    |
| Бб                        | Бб                       | Bb                       | Бб                            | Бб                           | Bb                    |
| Вв                        | Вв                       | Vv                       | Вв                            | Вв                           | Vv                    |
| Гг                        | Гг                       | Gg                       | Гг                            | Гг                           | Gg                    |
| Дд                        | Дд                       | Dd                       | Дд                            | Дд                           | Dd                    |
| Ее, Ēē                    | Ее                       | Ee                       | Ее                            | Ее                           | Ee, Ye ye             |
| -                         | -                        | -                        | Ёё                            | Ёё                           | Yo yo                 |
| Жж                        | Жж                       | Jj                       | Жж                            | Жж                           | Jj                    |
| Џџ                        | Дж дж                    | Gi gi                    | Дж дж                         | Ӂ ӂ (à partir de 1968)       | C c                   |
| Зз, Ӡӡ                    | Зз                       | Ƶƶ                       | Зз                            | Зз                           | Zz                    |
| Ii, Īī                    | Ии, Ii                   | Ii                       | Ии                            | Ии                           | İi                    |
| Jj                        | й                        | -                        | Йй                            | Йй                           | Yy                    |
| Кк                        | Кк                       | Cc                       | Кк                            | Кк                           | Kk                    |
| Лл, Ll                    | Лл                       | Ll                       | Лл                            | Лл                           | Ll                    |
| Мм                        | Мм                       | Mm                       | Мм                            | Мм                           | Mm                    |
| Нн                        | Нн                       | Nn                       | Нн                            | Нн                           | Nn                    |
| Оо, Ōō                    | Оо                       | Oo                       | Оо                            | Оо                           | Oo                    |
| Ӧӧ, Ȫȫ                    | Ёё                       | Io io                    | Оь оь                         | Ӧӧ                           | Öö                    |
| Пп                        | Пп                       | Pp                       | Пп                            | Пп                           | Pp                    |
| Рр                        | Рр                       | Rr                       | Рр                            | Рр                           | Rr                    |
| Сс                        | Сс                       | Ss                       | Сс                            | Сс                           | Ss                    |
| Тт                        | Тт                       | Tt                       | Тт                            | Тт                           | Tt                    |
| Уу, Ӯӯ                    | Уу                       | Uu                       | Уу                            | Уу                           | Uu                    |
| Ӱӱ                        | Юю                       | Iu iu                    | Уь уь                         | Ӱӱ                           | Üü                    |
| Фф                        | Фф                       | Ff                       | Фф                            | Фф                           | Ff                    |
| Хх, Hh                    | Хх                       | Hh                       | Хх                            | Хх                           | Hh                    |
| Цц                        | Цц                       | Ţţ                       | Цц                            | Цц                           | Ţţ                    |
| Чч                        | Чч                       | Ci ci                    | Чч                            | Чч                           | Çç                    |
| Шш                        | Шш                       | Şş                       | Шш                            | Шш                           | Şş                    |
| -                         | -                        | -                        | Щщ                            | Щщ                           | -                     |
| -                         | ъ                        | -                        | ъ                             | ъ                            | -                     |
| ы, ы̄                      | ы                        | Îî, Ââ                   | Ыы                            | Ыы                           | Iı                    |
| -                         | ь                        | -                        | ь                             | ь                            | -                     |
| -                         | Ээ                       | Ăă                       | Ээ                            | Ээ                           | Ee                    |
| -                         | -                        | -                        | Юю                            | Юю                           | Yu yu                 |
| -                         | -                        | -                        | Яя                            | Яя                           | Ya ya                 |

Néanmoins, il rejoint la « Confrérie Alexandre Nevski » de l’Église orthodoxe russe hors frontières pour coordonner la lutte contre l'uniformisation, la roumanisation et la laïcisation scolaire du Boudjak, région de Bessarabie où les Moldaves roumanophones étaient moins nombreux que les Bulgares, les Gagaouzes, les Russes et les Ukrainiens ensemble.

### En fin de vie

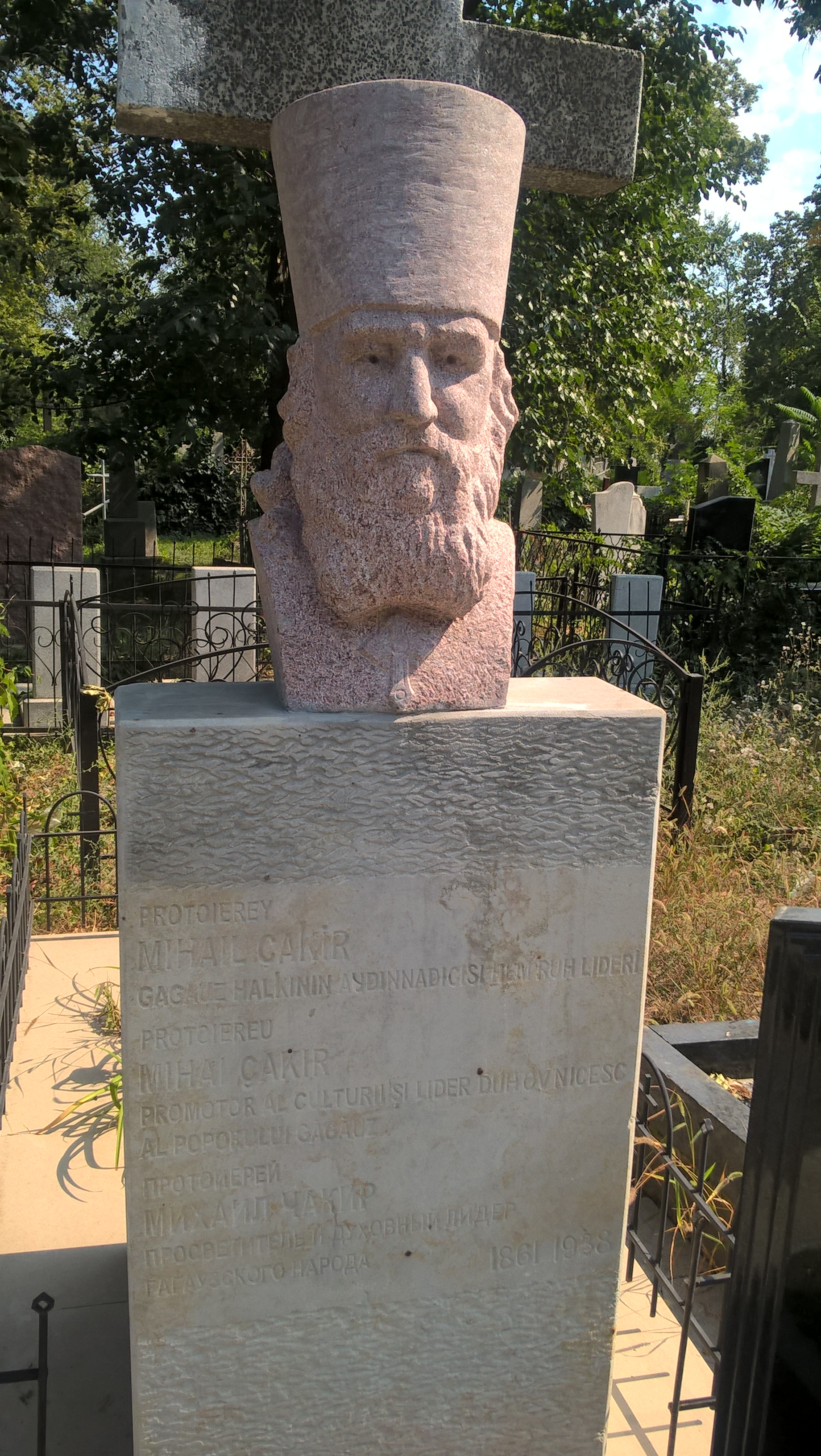
Tombe de Mihail Çakir à Chișinău.

Quel que soit son combat pour le multilinguisme et l'enseignement des religions dans le Boudjak, Mihail Çakir n'éprouvait pas d'animosité contre les Moldaves roumains et contrairement à ce qu'en disent les sources soviétiques et post-soviétiques, il n'a jamais contesté le rattachement de la République démocratique moldave à la Roumanie : il a même travaillé pour le journal roumain Viața Besarabiei (« La vie de la Bessarabie ») entre 1933 et 1934. Il publie en langue gagaouze L'histoire des Gagaouzes de Bessarabie et Les cérémonies de mariage des Gagaouzes deux années plus tard. Ces deux ouvrages feront de lui un ethnographe reconnu dans son domaine.

### Décès
À la suite d'une courte période de maladie, Mihail Çakir meurt le 8 septembre 1938 à l'âge de 77 ans. Il est enterré dans le Cimetière Central de Chișinău, dans la rue Arménienne.

## Postérité
Bien que Mihail Çakir n'ait pas reçu une formation de chercheur à la base, la valeur de ses contributions dans le domaine de l'histoire et des traditions gagaouzes, ne saurait être sous-estimée. Encore aujourd'hui les chercheurs gagaouzes consultent ses travaux, et bien qu'ils les réinterprètent, ils continuent de les considérer comme des sources inestimables dans leurs recherches. Parallèlement à son impact dans le domaine historique ou littéraire, son rôle dans la définition de la « nation gagaouze » est salué, en particulier en raison de l'autorité morale et spirituelle qu'il a eue à son époque. En effet, son rôle dans la vie religieuse de son peuple lui a valu l'appellation de « Cyrille et Méthode des Gagaouzes », et aujourd'hui il est célébré à travers toute la Gagaouzie, si bien que le Başkan (gouverneur de la Gagaouzie) Mihail Formuzal, président de la nation gagaouze, a déclaré l'année 2011 « Année Mihail Çakir ».